# Nikolai Borissowitsch Delone (Physiker, 1856)

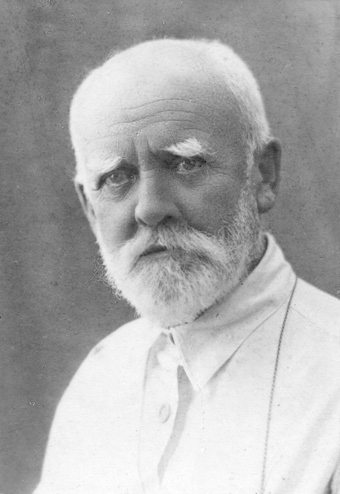
Nikolai Borissowitsch Delone

Nikolai Borissowitsch Delone (russisch Николай Борисович Делоне; * 21. Januarjul. / 2. Februar 1856greg. in Moskau; † 20. März 1931 in Leningrad) war ein russisch-sowjetischer Physiker, Mathematiker und Hochschullehrer.

## Leben
Delone stammte väterlicherseits aus der französischen Adelsfamilie Delaunay. Einer seiner Vorfahren war der letzte Kommandant der Bastille Bernard-René Jordan de Launay.
Delone studierte an der Universität Moskau in der Physikalisch-Mathematischen Fakultät mit Abschluss 1878. 1892 verteidigte er mit Erfolg seine Magister-Dissertation über algebraische Integrale der Bewegung eines Festkörpers um einen Fixpunkt. 1893–1894 war er Privatdozent der Universität St. Petersburg. 1894 verteidigte er mit Erfolg seine Dissertation über Rotationsübertragung und das Zeichnen von Kurven mit mechanischen Gelenkmechanismen für die Promotion zum Doktor der physikalisch-mathematischen Wissenschaften.
1895 wurde Delone Professor des Landwirtschaftsinstituts Nowo-Alexandrija am Lehrstuhl für Landmaschinen.
1900 wechselte Delone zum Lehrstuhl für Praktische Mechanik des Polytechnischen Instituts Warschau. 1901 veröffentlichte er in St. Petersburg einen Leitfaden zum Selbststudium der Höheren Mathematik und Mechanik. Weitere Lehrbücher folgten. Am Polytechnischen Institut Warschau lernte er den jungen Verkehrsingenieur Juri Wladimirowitsch Lomonossow kennen, der eine Vorlesung über Lokomotiven hielt und 1902 Professor des Polytechnischen Instituts Kiew wurde.
Auf Empfehlung Lomonossows ging Delone 1905 nach Kiew und war 1905–1915 Professor des Polytechnischen Instituts Kiew am Lehrstuhl für Theoretische Mechanik. Dazu war er Professor für Physik und Leiter des Physikalischen Kabinetts des Handelsinstituts Kiew. Von Januar 1908 bis November 1909 war er Privatdozent für Angewandte Mathematik der Universität Kiew. Er lehrte in Kiew mit Unterbrechungen bis 1928.
Unter dem Einfluss seines damaligen Lehrers Nikolai Jegorowitsch Schukowski an der Universität Moskau hatte sich Delone für den Segelflug begeistert. Am Polytechnischen Institut Kiew leitete er einen studentischen Fliegerkreis. Mit anderen gründete er die Kiewer Luftfahrt-Gesellschaft. Er baute einige Doppeldecker-Segelflugzeuge, deren Konstruktion sich sehr bewährte und die er in seiner Broschüre über den Bau eines billigen und leichten Segelflugzeugs und dessen Flugeigenschaften beschrieb (1910).
Ab 1928 lebte Delone in Leningrad.
Delone war verheiratet mit Nadeschda Alexandrowna geborene Georgijewska und hatte zwei Söhne: Boris war Mathematiker, dessen Sohn Nikolai Physiker wurde, während Lew Botaniker war, dessen Tochter Natalja Genetikerin wurde.